# Radostowo (Condado de Szczytno)
Radostowen [radɔsˈtɔvɔ] (en alemán: Radostowen, 1938-45: Rehbruch) es un pueblo ubicado en el distrito administrativo de Gmina Rozogi, dentro del Condado de Szczytno, Voivodato de Varmia y Masuria, en Polonia del norte. Se encuentra aproximadamente a 10 kilómetros al oeste de Rozogi, a 19 kilómetros al sureste de Szczytno, y a 59 kilómetros al sureste de la capital regional Olsztyn.
Antes de 1945, el área fue parte de Alemania (Prusia Oriental).